# Leopoldia
Leopoldia é um género botânico pertencente à família Asparagaceae.